# 양자 색역학

양자 색역학(量子色力學, 영어: quantum chromodynamics, 약자 QCD), 또는 양자색소동역학은 강력을 설명하는 게이지 이론이다. 색역학은 쿼크와 글루온을 도입하여, 이로 이루어진 강입자의 종류와 성질을 정확히 예측한다. 리 군 SU(3)을 바탕으로 하며, 전기·약 작용 이론과 함께 표준 모형을 이룬다.

## 수학적 구조
색역학은 SU(3)을 바탕으로 하는 게이지 이론이다. 색역학의 기본 입자인 쿼크는 SU(3)의 기본 표현 3을 따른다. 따라서 쿼크의 색은 세 가지다. SU(3)의 게이지 보손은 글루온이다. SU(3)이 비아벨 군이므로, 글루온도 색을 띤다. SU(3)이 8차원이므로, 글루온은 총 여덟 가지의 색을 지닌다. SU(2)의 기본 표현을 파울리 행렬로 나타내는 것처럼, SU(3)의 8종의 색은 겔만 행렬로 나타낸다.

## 특성
색역학은 두 가지의 중요한 특성을 가진다. 하나는 점근 자유성인데, 이는 높은 에너지 눈금 (혹은 작은 거리 눈금)에서 결합상수가 작아지는 것을 뜻한다. (즉, 재규격화군 베타 함수가 음수다.) 4차원에서 재규격화할 수 있는 이론 가운데 오직 색역학과 같은 게이지 이론만이 점근 자유성을 지닌다. 점근 자유성으로 인하여, 색역학은 쪽입자 모형의 뵤르켄 축척(Bjorken scaling)을 설명한다.
색역학의 다른 중요한 성질은 색가둠이다. 색가둠은 색깔을 지니는 입자 (즉, 쿼크와 글루온)가 일상적인 에너지 눈금에서 독립적으로 존재하지 못하고, 무색의 하드론으로만 관측할 수 있다는 성질이다. 낮은 에너지에서는 무색의 입자(강입자)만 관측할 수 있다. 이는 마치 빛의 삼원색(삼중항에 해당)이 합쳐져 흰색(불변상태)이 되는 것에 비유할 수 있다. 이론적으로, 아주 높은 에너지에서는 색가둠이 깨지고, 강입자가 해체하여 쿼크-글루온 플라스마를 이뤄 SU(3) 대칭을 직접 볼 수 있다. 쿼크-글루온 플라스마는 실제로 2000년에 실험적으로 관찰되었다.

## 역사
양자색역학이 채택되기 전 강력을 기술하는 후보는 부트스트랩 이론이나 끈 이론 등이 있었다. 이 시기에는 아직 게이지 이론이 재규격화가 가능한지 알려지지 않았고, 이에 따라 양자장론에 대해서 회의적이었고, 비(非)장론적 이론이 인기를 끌었다. 그러나 이런 시도는 대개 불완전하고 예측적이지 못하였다.
머리 겔만과 조지 츠바이크(George Zweig) 가 최초로 강입자들의 질량을 쿼크 모형으로 설명하였다. 겔만은 이 공로로 1969년 노벨 물리학상을 수상하였다.
보리스 블라디미로비치 스트루민스키(러시아어: Борис Владимирович Струминский)는 쿼크가 파울리 배타 원리를 따르기 위하여 다른 양자수를 지녀야 하는 사실을 지적하였고, 이에 따라 한무영과 난부 요이치로, 오스카 월러스 그린버그(Oscar Wallace Greenberg)가 이 양자수가 SU(3)을 따르는 "색"이라는 가설을 세웠다. 이에 따라 한무영과 난부는 쿼크가 SU(3)을 따르는 게이지 보손, 즉 글루온을 통하여 상호작용한다는 사실을 유추하였다. 이에 따라 SU(3)을 기반으로 하는 게이지 이론인 양자색역학이 정립되었다.
양자 색역학은 쪽입자 모형과 같이 뵤르켄 축척(Bjorken scaling)을 근사적으로 예측하나, 색역학의 예측은 뵤르켄 축척과 조금 다르다. 실험적으로 뵤르켄 축척과 그 색역학적 수정이 관찰되면서 색역학은 실험적으로 검증되었다.
이후 데이비드 그로스와 프랭크 윌첵, 데이비드 폴리처가 색역학의 점근 자유성을 발견하였다. 이들은 양자 색역학의 베타 함수를 계산하여, 그 값이 음수임을 증명하였다. 따라서 높은 에너지 눈금에서는 색역학 결합 상수가 약해지고, 쿼크는 자유 입자처럼 행동한다. 그들은 이 공로로 2004년 노벨 물리학상을 수상하였다.

## 같이 보기
- 양자 전기역학
- 양-밀스 이론
- 양-밀스 질량 간극 가설

## 참고 문헌
1. ↑  Gell-Mann, Murray (1964년 2월 1일). “A schematic model of baryons and mesons”. 《Physics Letters》 8 (3): 214–215. doi:10.1016/S0031-9163(64)92001-3.
2. ↑  Zweig, George (1964년 2월 21일). 〈An SU3 model for strong interaction symmetry and its breaking〉 (PDF). 《Developments in the Quark Theory of Hadrons》. Nonantum, Massachusetts: Hadronic Press. 22–101쪽. 2020년 7월 2일에 원본 문서 (PDF)에서 보존된 문서. 2012년 10월 13일에 확인함.
3. ↑  Tkachov, Fyodor. “A contribution to the history of quarks: Boris Struminsky's 1965 JINR publication”. arXiv:0904.0343. Bibcode:2009arXiv0904.0343T.
4. ↑  D.J. Gross, F. Wilczek (1973년 6월 25일). “Ultraviolet behavior of non-abelian gauge theories”. 《Physical Review Letters》 30 (26): 1343–1346. Bibcode:1973PhRvL..30.1343G. doi:10.1103/PhysRevLett.30.1343.
5. ↑  Politzer, H.D. (1973년 6월 25일). “Reliable perturbative results for strong interactions?”. 《Physical Review Letters》 30 (26): 1346–1349. Bibcode:1973PhRvL..30.1346P. doi:10.1103/PhysRevLett.30.1346.

### 리뷰 논문
- Greenberg, O. W. (2009). “Color charge”. 《Scholarpedia》 4 (11): 6933. doi:10.4249/scholarpedia.6933.
- Skands, Peter (2012). “Introduction to QCD”. arXiv:1207.2389.
- Altarelli, Guido (2002). “A QCD Primer”. 《American Institute of Physics Conference Proceedings》 631: 70–111. arXiv:hep-ph/0204179. doi:10.1063/1.1513677.
- Soper, Davison E. (2001년 9월). 〈Basics of QCD perturbation theory〉. 《Flavor physics for the millennium: Proceedings of the Theoretical Advanced Study Institute in Elementary Particle Physics, Boulder, Colorado, US, 4 – 30 June 2000》. World Scientific. 267–316쪽. arXiv:hep-ph/0011256. doi:10.1142/9789812811509_0007. ISBN 978-981-02-4562-7.
- Pich, Antonio (1995). “Quantum chromodynamics”. arXiv:hep-ph/9505231.
- Leutwyler, Heinrich (2012). “On the history of the strong interaction”. arXiv:1211.6777.

### 교과서
- Greiner, Walter; Stefan Schramm, Eckart Stein (2007). 《Quantum Chromodynamics》 3판. Berlin, Heidelberg: Springer. doi:10.1007/978-3-540-87561-1. ISBN 978-3-540-48534-6.
- Ynduráin Muñoz, Francisco José (2006). 《The Theory of Quark and Gluon Interactions》 4판. Springer. doi:10.1007/3-540-33210-3. ISBN 978-3-540-33209-1.
- Peskin, Michael E.; Daniel V. Schroeder (1995년 10월). 《An introduction to quantum field theory》. Westview Press. 222–230쪽. ISBN 9780201503975. 2014년 9월 2일에 원본 문서에서 보존된 문서. 2013년 1월 3일에 확인함.